# Генри Тилни
Генри Тилни (англ. Henry Tilney) — один из главных героев романа Джейн Остин «Нортенгерское аббатство» (1817), фигурирующий во всех экранизациях этой книги.

## Роль в сюжете
Генри Тилни — второй сын генерала Тилни, молодой человек лет 25, высокообразованный, саркастичный, заботливый по отношению к своей сестре. В Бате он случайно знакомится с юной девушкой Кэтрин Морланд, воспитанной на готических романах, и становится для неё воплощением романтического героя. Генри считает Кэтрин забавной, но постепенно герои понимают, что любят друг друга. Тилни разрывает отношения с суровым отцом, выгнавшим Кэтрин из дома, и женится на ней.
По мнению исследовательницы творчества Остин Маргарет С. Салливан, прототипом Генри Тилни стал известный английский писатель Сидней Смит.